# Sulfur de bari
El sulfur de bari, BaS, és un compost inorgànic iònic format per cations Ba2+ i anions sulfur S–. La seva estructura cristal·lina és cúbica, tipus: clorur de sodi.

## Preparació
L'obtenció del sulfur de bari es realitza mitjançant la reacció de reducció del sulfat de bari amb carboni que produeix, també, diòxid de carboni.
BaSO₄ + 2C → BaS + 2CO₂

## Aplicacions
El sulfur de bari és un dels compostos de bari més importants, ja que és el precursor del carbonat de bari, BaCO₃, i del pigment lithopone, ZnS/BaSO₄.